# Clinton Edward Dawkins
Sir Clinton Edward Dawkins KCB (* 2. November 1859; † 2. Dezember 1905) war ein britischer Politiker.
Nach seinem Besuch des Cheltenham College und Studium am Balliol College der Universität Oxford war Dawkins in verschiedenen Positionen in der britischen Politik und in Verwaltungspositionen der Kolonien beschäftigt. 1895 wurde er Unterstaatssekretär für Finanzen in Ägypten. Er war zudem Gründungsmitglied der National Service League.
Für seine Verdienste in der Verwaltung wurde er 1901 als Companion des Order of the Bath (CB) ausgezeichnet und ein Jahr später als Knight Commander desselben Ordens (KCB) geadelt.
Er war ein Urgroßonkel des Evolutionsbiologen Richard Dawkins.